# Redon Mihana
Redon Mihana (Tirana, 28 giugno 1999) è un calciatore albanese, attaccante degli Ħamrun Spartans.

## Carriera

### Club
Redon Mihana è un calciatore professionista albanese nato il 28 giugno 1999 a Tirana, in Albania. Gioca principalmente come ala sinistra, anche se può giocare come centravanti o ala destra. Alto 1,85cm, Mihana ha costruito la sua carriera giocando per diversi club in Albania e all'estero.
Ha iniziato la sua carriera giovanile nel KF Laçi e successivamente si è trasferito all'Apolonia Fier, dove ha fatto il suo debutto da senior. Nel corso degli anni ha giocato in diversi club albanesi, tra cui Dinamo Tirana, Egnatia e Kastrioti, prima di passare al KF Erzeni nel 2023.

### Nazionale
Ha giocato nelle nazionali giovanili albanesi Under-19 ed Under-21.

## Statistiche

### Presenze e reti nei club
Statistiche aggiornate al 9 agosto 2024.
| Stagione             | Squadra              | Campionato           | Campionato | Campionato | Coppe nazionali | Coppe nazionali | Coppe nazionali | Coppe continentali | Coppe continentali | Coppe continentali | Altre coppe | Altre coppe | Altre coppe | Totale | Totale |
| Stagione             | Squadra              | Comp                 | Pres       | Reti       | Comp            | Pres            | Reti            | Comp               | Pres               | Reti               | Comp        | Pres        | Reti        | Pres   | Reti   |
| -------------------- | -------------------- | -------------------- | ---------- | ---------- | --------------- | --------------- | --------------- | ------------------ | ------------------ | ------------------ | ----------- | ----------- | ----------- | ------ | ------ |
| 2017-2018            | Apolonia Fier        | KP                   | 20         | 9          | CA              | 2               | 0               | -                  | -                  | -                  | -           | -           | -           | 22     | 9      |
| 2018-2019            | Apolonia Fier        | KP                   | 15         | 5          | CA              | 1               | 0               | -                  | -                  | -                  | -           | -           | -           | 16     | 5      |
| 2019-2020            | Apolonia Fier        | KP                   | 23         | 9          | CA              | 4               | 0               | -                  | -                  | -                  | -           | -           | -           | 27     | 9      |
| 2020-2021            | Apolonia Fier        | KS                   | 34         | 4          | CA              | 2               | 1               | -                  | -                  | -                  | -           | -           | -           | 36     | 5      |
| Totale Apolonia Fier | Totale Apolonia Fier | Totale Apolonia Fier | 92         | 27         |                 | 9               | 1               |                    | -                  | -                  |             | -           | -           | 101    | 28     |
| 2021-2022            | Dinamo Tirana        | KS                   | 30         | 1          | CA              | 6               | 0               | -                  | -                  | -                  | -           | -           | -           | 36     | 1      |
| 2022-gen. 2023       | Egnatia              | KS                   | 10         | 0          | CA              | 2               | 0               | -                  | -                  | -                  | -           | -           | -           | 12     | 0      |
| gen.-giu. 2023       | Kastrioti            | KS                   | 12         | 4          | CA              | 3               | 0               | -                  | -                  | -                  | -           | -           | -           | 15     | 4      |
| lug.-ago. 2023       | Egnatia              | KS                   | 0          | 0          | CA              | 0               | 0               | UECL               | 1                  | 0                  | SA          | 0           | 0           | 1      | 0      |
| Totale Egnatia       | Totale Egnatia       | Totale Egnatia       | 10         | 0          |                 | 2               | 0               |                    | 1                  | 0                  |             | 0           | 0           | 13     | 0      |
| 2023-2024            | Erzeni               | KS                   | 33         | 5          | CA              | 2               | 1               | -                  | -                  | -                  | -           | -           | -           | 35     | 6      |
| 2024-2025            | Kəpəz                | PL                   | 2          | 0          | CA              | 0               | 0               | -                  | -                  | -                  | -           | -           | -           | 2      | 0      |
| Totale carriera      | Totale carriera      | Totale carriera      | 179        | 37         |                 | 22              | 2               |                    | 1                  | 0                  |             | 0           | 0           | 202    | 39     |

## Palmarès

### Club

#### Competizioni nazionali
- Campionato maltese: 1

Ħamrun Spartans: 2024-2025
- Kategoria e Parë: 1

Apolonia Fier: 2019-2020